# George William Domhoff

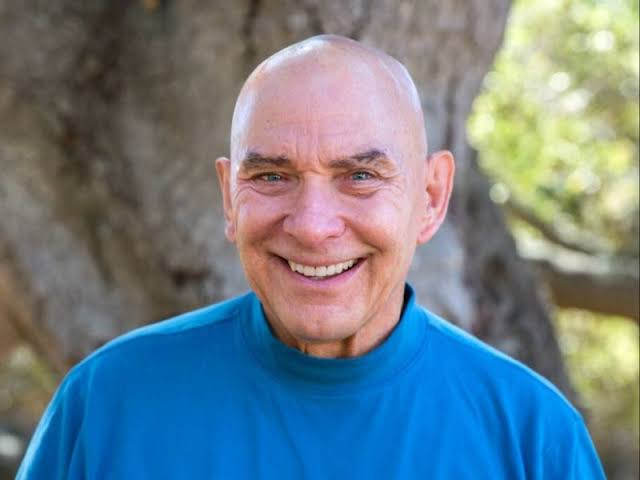
George William Domhoff, 2022

George William (Bill) Domhoff (* 6. August 1936 in Youngstown, Ohio) ist ein Professor für Psychologie und Soziologie an der University of California, Santa Cruz. Er erreichte den B.A. in Psychologie an der Duke University, den MA in Psychologie an der Kent State University, und den Doktor in Psychologie an der University of Miami.
Domhoff ist der Autor von Who Rules America? (2005) und vieler weiterer bekannter Bücher in Soziologie und Power Structure Research. Entsprechend diesem Forschungsmodell geht er von der Existenz einer Machtelite aus, die die Regierungspolitik der USA maßgeblich beeinflussen könne. Die Richtlinien der Politik („policy formation process“) seien bestimmt durch ein System der Wirklichkeitsproduktion, welches durch die Zusammenarbeit von wirtschaftlich abhängigen Universitäten, Denkfabriken und Stiftungen hergestellt worden sei.
Darüber hinaus ist er ein namhafter Traumforscher mit Publikationen wie zum Beispiel Finding Meaning in Dreams (1996) und The Scientific Study of Dreams (2003).